# Samuel Page
Samuel Page (n. Samuel L. Elliott; 5 de noviembre de 1976) es un actor estadounidense. Ha aparecido en programas de televisión populares, tales como Mad Men, Desperate Housewives, House of Cards, Switched at Birth, Scandal, y Gossip Girl.

## Primeros años
Page nació en Whitefish Bay, Wisconsin. Él capitaneó los equipos de football y béisbol en Whitefish Bay High School. Asistió a la Universidad de Princeton, donde obtuvo un BA en ecología y biología evolutiva.

## Carrera
Después de completar su título, Page decidió convertirse en un actor a pesar de no tener experiencia en la escuela secundaria. "Vine a casa y le dije a mi mamá y papá que me estaba mudando a Hollywood para convertirme en un actor".
Mientras estaba en Los Ángeles, Page apareció en los programas de televisión  Popular, 7th Heaven, Undressed, y Men, Women & Dogs. En New York City, fue elegido en 2002 como Trey Kenyon en la soap opera All My Children.
Page tuvo un papel recurrente en  American Dreams y invitado en otras series, como CSI: Miami y Wicked Science. En 2005, fue elegido para interpretar a Jesse Parker en el drama sobrenatural de Fox Point Pleasant. En 2006, tuvo un papel protagónico en la serie dramática de CBS Shark. Él interpretó a Joan Holloway prometido y luego marido de Greg Harris, en Mad Men, y en 2010 apareció en un arco de varios episodios en Desperate Housewives como Sam, hijo de Rex Van de Kamp (Steven Culp) e hijastro de Bree Hodge (Marcia Cross).
En 2008, Page apareció en el video musical de will.i.am "Yes We Can" en apoyo a la candidatura presidencial de Barack Obama, junto con numerosas otras celebridades.  Ese mismo año protagonizó Finish line junto a Taylor Cole.
Además de la televisión, los créditos cinematográficos de Page incluyen The Brotherhood, Prison of the Dead, y Micro Mini-Kids.
Page fue presentado como uno de los solteros más elegibles de la revista  People en junio de 2002.
En 2010, Page protagonizó la cuarta temporada de Gossip Girl como Colin Forrester, un joven profesor universitario y el nuevo interés amoroso de Serena van der Woodsen (Blake Lively). Colin también fue primo de Juliet Sharp (Katie Cassidy) y Ben Donovan (David Call).
Page apareció en la portada de la edición de febrero de 2011 del catálogo de ropa y revista de J.Crew.
En 2012, tuvo un papel protagonista en la película de Lifetime In the Dark como Jeff, un asistente contratado para ayudar a una joven y bella artista, que se ha vuelto ciega por un accidente de coche en el que murieron su marido y su hijo. Sin embargo, pronto comienza a acecharla y aterrorizarla.
En 2013, Page se unió a la segunda temporada de la serie de Netflix House of Cards.
En 2017, asumió el papel principal de la película del Hallmark Channel, Royal New Year's Eve como el príncipe Jeffery. En 2019, protagonizó tres TV movies de Lallmark, 'The Story of Us', 'My One & Only' y 'Christmas in Rome'
En 2017 se unió al reparto de la serie The Bold Type  como Richard Hunter.

## Vida personal
En 2014, Page se casó con rodhe esposa en una villa a las afueras de Santa Bárbara, California. Entre los padrinos de gala de Page fue la estrella de Mean Girls y recientemente en Dancing With the Stars, Jonathan Bennett.
El 27 de septiembre de 2016, Sam anunció el nacimiento de su hijo, Logan y el 11 de agosto de 2018 nacieron sus dos gemelas.

## Filmografía

### Películas
| Año  | Título                           | Rol              | Notas                          |
| ---- | -------------------------------- | ---------------- | ------------------------------ |
| 2000 | Prison of the Dead               | Calvin           |                                |
| 2001 | The Brotherhood                  | Chris Chandler   | Acreditado como Nathan Watkins |
| 2001 | Micro Mini-Kids                  | Blake            | Acreditado como Samuel Elliott |
| 2005 | Wish You Were Here               | David Dunsmore   |                                |
| 2005 | Cruel World                      | Daniel Anderson  |                                |
| 2008 | Finish Line                      | Mitch Camponella |                                |
| 2009 | Slave                            | David Dunsmore   |                                |
| 2009 | Falling Up                       | Buck             |                                |
| 2010 | The United Monster Talent Agency | David            | Cortometraje                   |
| 2011 | Starsucker                       | Pete Thump       | Cortometraje                   |
| 2011 | A Proper Send-Off                | Paul             | Cortometraje                   |
| 2011 | Annie Claus Is Coming to Town    | Ted              | Película para televisión       |
| 2012 | Valediction                      | Miles Thomas     | Cortometraje                   |
| 2012 | Imaginary Friend                 | Robert           | Película para televisión       |
| 2013 | In the Dark                      | Jeff             | Película para televisión       |
| 2015 | 1915                             | James            |                                |
| 2015 | Self/less                        | Carl             |                                |
| 2015 | Serial Daters Anonymous          | Kyle             |                                |
| 2015 | The Preppie Connection           | Sr. Jennings     |                                |
| 2015 | Caught                           | Justin Price     | Película para televisión       |
| 2016 | All Things Valentine             | Brendan          | Película para televisión       |
| 2016 | The Tiger Hunter                 | Kenneth Porter   |                                |
| 2017 | Walking the Dog                  | Keith            | Película para televisión       |
| 2017 | The Perfect Christmas Present    | Tom Jacobs       | Película para televisión       |
| 2017 | Royal New Year's Eve             | Príncipe Jeffrey | Película para televisión       |
| 2019 | The Story of Us                  | Sawyer Odell     | Película para televisión       |
| 2019 | My One and Only                  | Alex             | Película para televisión       |
| 2019 | Christmas in Rome                | Oliver Martin    | Película para televisión       |
| 2022 | Brazen                           | Ed Jennings      | Película de Netflix            |

### Televisión
| Año       | Título                    | Rol                | Notas                                          |
| --------- | ------------------------- | ------------------ | ---------------------------------------------- |
| 1999      | Popular                   | Stone Cold Fox Boy | 3 episodios; acreditado como Samuel L. Elliott |
| 1999–2000 | 7th Heaven                | Brad Landers       | 3 episodios                                    |
| 2000      | Undressed                 | Sam                | 8 episodios                                    |
| 2001      | Men, Women & Dogs         | Tom                | Episodio: "The Magic Three-Legged Sex Dog"     |
| 2002–03   | All My Children           | Trey Kenyon        |                                                |
| 2003–04   | American Dreams           | Drew Mandel        | 12 episodios                                   |
| 2005–06   | Point Pleasant            | Jesse Parker       | Principal; 13 episodios                        |
| 2005      | CSI: Miami                | Jeff Marshall      | Episodio: "Prey"                               |
| 2006–07   | Shark                     | Casey Woodland     | Principal (temp. 1); 22 episodios              |
| 2008      | Imaginary Bitches         | Riley              | Episodio: "Only Crazy Girls Quife"             |
| 2008–12   | Mad Men                   | Greg Harris        | 9 episodios                                    |
| 2009      | CSI: NY                   | Liam Connover      | Episodio: "Communication Breakdown"            |
| 2009      | Melrose Place             | Victor             | Episodio: "Vine"                               |
| 2010–11   | Greek                     | Joel               | 4 episodios                                    |
| 2010      | Desperate Housewives      | Sam Allen          | 7 episodios                                    |
| 2010      | Gossip Girl               | Colin Forrester    | 4 episodios                                    |
| 2010      | The Event                 | Rick               | Episodio: "Casualties of War"                  |
| 2010      | Castle                    | Brian Elliott      | Episodio: "Last Call"                          |
| 2011      | Lie to Me                 | George Walker      | Episodio: "Rebound"                            |
| 2011      | Up All Night              | Dr. Goddard        | Episodio: "Birth"                              |
| 2012      | Switched at Birth         | Craig Tebbe        | 8 episodios                                    |
| 2012      | The Client List           | TJ Braswell        | Episodio: "Turn the Page"                      |
| 2012      | Last Resort               | hermano de Kylie   | Episodio: "Cinderella Liberty"                 |
| 2013      | Scandal                   | Will Caldwell      | Episodio: "Boom Goes the Dynamite"             |
| 2013      | Necessary Roughness       | Sam Conte          | 2 episodios                                    |
| 2014      | House of Cards            | Connor Ellis       | 4 episodios                                    |
| 2014      | The Mindy Project         | Andy               | Episodio: "Mindy and Danny"                    |
| 2015      | Stalker                   | Mike Harris        | Episodio: "My Hero"                            |
| 2015      | Adam Ruins Everything     | Dr. Todd Bodd      | Episodio: "Adam Ruins Nutrition"               |
| 2016      | Unbreakable Kimmy Schmidt | Keith Habersohl    | Episodio: "Kimmy Walks Into a Bar!"            |
| 2017-2021 | The Bold Type             | Richard            | Principal                                      |